# چلچله ارغوانی
چلچله ارغوانی (نام علمی: Progne subis) نام یک گونه از سرده پروکن‌پرستوها است.